# 女捜査官グレイス 〜 天使の保護観察中
『女捜査官グレイス 〜 天使の保護観察中』（原題 Saving Grace）はアメリカのTNTで2007年から2010年まで放送されていたテレビドラマ(海外ドラマ)シリーズ。全3シーズン、46話。アメリカ合衆国では言語・性・暴力の要素が含まれているとしてTV-MA指定となっている。
日本ではFOXCRIMEにて放送されており、最終シーズンとなるシーズン3の放送が2010年10月に開始された。

## あらすじ
オクラホマシティ警察の刑事であるグレイス・ハナダルコは、刑事としては優秀ながらも私生活は荒んでいた。ある日、飲酒運転がたたり男を車で轢いてしまう。柄にもなく神に助けを求めるグレイス。するとアールと名乗る風変わりな天使が現れる。

## 登場人物
グレイス・ハナダルコ (Grace Hanadarko)
演 - ホリー・ハンター
主人公。その道20年のオクラホマシティ警察の刑事。刑事としては優秀で、銃撃にも怯まず犯罪者を追う情熱と行動力を持っている。人望もあるが、深酒、男にだらしがないなど私生活は荒れ気味。自由奔放で男勝りな性格ながらも、甥の面倒を見るなど女性らしい優しさも持ち合わしている。
姉であるメアリー・フランセスをオクラホマシティ連邦政府ビル爆破事件で亡くしており、かつ彼女の私事で事件当日に姉をビルへ行かせることになってしまったため、「仕方がなかった」とは言いながらも姉の死に負い目を感じている。
アール (Earl)
演 - レオン・リッピー
グレイスの荒んだ生活を更生させようとする天使。見た目は白髪交じりの中年男性、噛みタバコ、酒もたしなむなど一般のイメージとはかけ離れている。瞬間移動などの不可思議な能力を持ち、神出鬼没で彼の出現にグレイスが驚くこともしばしば。グレイスやレオンの他にも接触のある人間がいるが、特にグレイスには気を使っている模様。数多くの人間を更生させてきた天使として天使達の間でも名が知れている存在らしく、彼曰くマザー・テレサやヒトラーにも関わっていたらしい。
ハム・デューイ (Hamilton "Ham" Dewey)
演 - ケニー・ジョンソン
グレイスの同僚で、よきパートナー。ダーリーンという妻がいるが、グレイスと関係を持っている。極度の鳥嫌い。
ブッチ・エイダ (Butch Ada)
演 - ベイリー・チェイス
グレイスの同僚。以前グレイスと付き合っていたことがあり、今でもグレイスに気がある様子。実家が金持ち。
ボビー・スティルウォーター (Bobby Stillwater)
演 - グレゴリー・クルツ
グレイスの同僚。既婚、子持ちのマイホームパパ。先住民の血を引いている。
レッタ・ロドリゲス (Rhetta Rodriguez)
演 - ローラ・サン・ジャコモ
オクラホマシティ警察の法医学者。グレイスの幼い頃からの親友でもある。天使の存在に興味を示しており、その好奇心はグレイスに黙ってレオンに接触を取るほどである。既婚で子持ち。
レオン・クーリー (Leon Cooley)
演 - ボキーム・ウッドバイン
死刑囚。グレイスの更生に関わっており、天使としてのアールを見ることができる人物。
ケイト・ペリー (Kate Perry)
演 - ロレイン・トゥーサント
グレイスたちの上司。以前風紀課でグレイスとともに働いたことがあり、上司でありながらも友人としてグレイスを心配する面も持っている。
クレイ・ノーマン (Clay Norman)
演 - ディラン・ミネット
先述のグレイスの死んだ姉の息子。グレイスの甥。母親がいないこともあってか、グレイスを敬愛しており、グレイスもよく彼の世話をしている。

## エピソードタイトル

### 第1シーズン
- 第1話 「ラスト・チャンス」 - Pilot
- 第2話 「ラブ・トライアングル」 - Bring It On, Earl
- 第3話 「コンフェッション」 - Bless Me, Father, for I Have Sinned
- 第4話 「神の謎かけ」 - Keep Your Damn Wings Off My Nephew
- 第5話 「望まれぬ真実」 - Would You Want Me to Tell You?
- 第6話 「ウソの代償」 - And You Wonder Why I lie
- 第7話 「チャンプーリとジーパ」 - Yeehaw, Geepaw
- 第8話 「天命」 - Everything's Got a Shelf Life
- 第9話 「過去を乗り越えて」 - A Language of Angels
- 第10話 「嵐の中で」 - It's Better When I Can See You
- 第11話 「グレイスに何が起きた?」 - This Is Way To Normal for You
- 第12話 「緋文字」 - Is There a Scarlet Letter on My Breast?
- 第13話 「アールの証拠」 - Taco, Tulips, Duck and Spices

### 第2シーズン
- 第14話 「英雄の条件」 - Have a Seat, Earl
- 第15話 「真実を探して」 - A Survivor Lives Here
- 第16話 「別れのプレゼント」 - A Little Hometown Love
- 第17話 「父と子と」 - It's a Fierce, White-Hot, Mighty Love
- 第18話 「愛しきもの」 - Do You Love Him?
- 第19話 「会いたい」 - Are You an Indian Princess?
- 第20話 「荒馬乗り」 - You Are My Partner
- 第21話 「二人四脚」 - The Heart of a Cop
- 第22話 「暗がりの中で」 - Do You Believe in Second Chances?
- 第23話 「背中合わせ」 - Take Me Somewhere, Earl
- 第24話 「一条の光」 - The Live Ones
- 第25話 「恋に落ちて」 - But There's Clay
- 第26話 「ユダと最後の晩餐と」 - So What's the Purpose of a Platypus?
- 第27話 「明かされたつながり」 - I Believe in Angels

### 第3シーズン
- 第28話 「Xの解を求めよ」 - We're Already Here
- 第29話 「私は依存症」 - She's a Lump
- 第30話 「狙われたハナダルコ兄弟」 - Watch Siggybaby Burn
- 第31話 「黒い天使の誘惑」 - What Would You Do?
- 第32話 「祈りに生きて」 - Moooooooo
- 第33話 「祈りの翼」 - Am I Going to Lose Her?
- 第34話 「ホットケーキを召し上がれ」 - That Was No First Kiss
- 第35話 「凍りついた男」 - Popcorn
- 第36話 「愛の形」 - Looks Like a Lesbian Attack to Me
- 第37話 「神からの捜査指令」 - Am I Gonna Die Today?
- 第38話 「暗き光」 - Let's Talk
- 第39話 「さよなら ジーバ」 - Hear the Birds?
- 第40話 「あの夏を忘れない」 - You Can't Save Them All, Grace
- 第41話 「私が犯人です」 - I Killed Kristin
- 第42話 So Help You God
- 第43話 Loose Men in Tight Jeans
- 第44話 You Think I'm Gonna Eat My Gun?
- 第45話 I Need You to Call Earl
- 第46話 I'm Gonna Need a Big Night Light

## スタッフ
- 制作総指揮 - ナンシー・ミラー、アーティ・マンデルバーグ
- 制作 - ホリー・ハンター
- 企画 - ナンシー・ミラー
- テーマソング - 「Saving Grace」Everlast

## 受賞、ノミネーション
- エミー賞
  - 2008年 
    - ドラマ部門主演女優賞ノミネート - ホリー・ハンター
    - メインタイトルテーマ部門音楽賞ノミネート - エリック・シュローディ

  - 2009年
    - ドラマ部門主演女優賞ノミネート - ホリー・ハンター
- ゴールデングローブ賞
  - 2008年
    - テレビドラマ部門女優賞ノミネート - ホリー・ハンター
- サテライト賞
  - 2008年
    - テレビドラマシリーズ部門女優賞ノミネート - ホリー・ハンター
- サターン賞
  - 2008年
    - テレビ部門最優秀主演女優賞ノミネート - ホリー・ハンター
- 全米映画俳優組合賞
  - 2007年
    - ドラマシリーズ部門女優賞ノミネート - ホリー・ハンター

  - 2008年
    - ドラマシリーズ部門女優賞ノミネート - ホリー・ハンター

  - 2009年
    - ドラマシリーズ部門女優賞ノミネート - ホリー・ハンター